# Afterlife (Arcade Fire)
Afterlife è un singolo degli Arcade Fire pubblicato nel 2013. È il secondo singolo estratto dal quarto album della band, Reflektor.

## Videoclip
Il videoclip ufficiale di Afterlife, diretto dalla regista e fotografa Emily Kai Bock e prodotto da The Creators Project, è stato pubblicato su YouTube e condiviso dalla band il 21 novembre 2013. Il video mostra la storia di una famiglia composta da un padre e dai due figli, e dai sogni che questi fanno, lasciando intendere come la morte della madre abbia condizionato le loro vite, e rimandando quindi al tema della canzone (il modo in cui gli affetti possano sopravvivere alla separazione creata dall'aldilà) e più in generale dell'album Reflektor, sulla cui copertina sono rappresentati Orfeo ed Euridice.

## YouTube Music Awards
In occasione dei primi YouTube Music Awards, gli Arcade Fire hanno aperto l'evento il 3 novembre 2013 a New York con un'esecuzione live di Afterlife. Mentre la band eseguiva il brano, l'attrice Greta Gerwig ha tenuto uno spettacolo dal vivo, ballando da sola sul palco, scenograficamente allestito come una foresta, per poi andare in mezzo al pubblico, seguita da altre giovani ballerine. Il live video è stato diretto dal regista Spike Jonze.